# トゥンブカ族
トゥンブカ族（トゥンブカぞく、Tumbuka）は、バンツー族系の民族であり、マラウイ北部、ザンビア東部、タンザニア南部に在住している。トゥンブカ族の神話上の主神はチウタ（Chiuta）といい、アブラハムの宗教の神のように全知全能で、自らを作り上げたと言われる。トゥンブカ族の言語はトゥンブカ語（chiTumbuka）である。なお、chi- は『～語』を意味する接頭語であり、スワヒリ語（kiSwahili）におけるki- や、ツワナ語（seTswana）におけるse-と同様の意味である。
また、トゥンブカ族は、『トゥンブカ族の部族の一つ』を意味するヴァトゥンブカ族（vatumbuka）と呼ばれることもある。
『ワールド・アルマナック』1998年版の見積もりでは、およそ200万人のトゥンブカ語話者が上記の3ヶ国に在住しているという。 エスノローグの見積もりでは、133万2000人のトゥンブカ語話者がおり、including 94万人はマラウイに、39万2000人はザンビアに在住しており、タンザニアについてはリストが存在していない 。
トゥンブカ語は、バントゥー語群に属しており、文法と語彙がスワヒリ語に類似している。